# شهر القویعیه
شهر القویعیة (به عربی: محافظة القویعیة) یک منطقهٔ مسکونی در عربستان سعودی است که در استان ریاض واقع شده‌است.

## خصوصیات
شهر القویعیة ۱۸٬۲۷۵ نفر جمعیت دارد.